# Siclag
Siclag (hebreu: צִקְלַג‎; grec antic: Σεκελαγ o Σικελεγ) va ser una ciutat del Nègueb al sud d'Israel, identificada amb unes ruïnes que tenen el nom d'Haluza, al sud de Beerxeba, o amb unes altres de nom Khirbet Zuheilikah.
Estava situada al límit entre els territoris dels filisteus, de Judà i dels amalequites. Els israelites no la van ocupar, encara que formava part dels territoris assignats a la tribu de Simeó.
El futur rei David, fugint de Saül, es va posar al servei del rei filisteu de Gat, que li va donar el govern de Siclag, des d'on David va fer incursions contra els amalequites, els gueixurites i els guerizites, que eren enemics de Gat i dels israelites. Els amalequites finalment van ocupar la ciutat i quan David hi va tornar la va trobar incendiada, i tots els seus habitants fets captius. David amb els seus homes els va perseguir i va alliberar tots els presoners, emportant-se els ramats dels amalequites.